# Siddhant Chaturvedi
Pour les articles homonymes, voir Chaturvedi.
 (octobre 2024).
La mise en forme du texte ne suit pas les recommandations de Wikipédia : il faut le « wikifier ».
Les points d'amélioration suivants sont les cas les plus fréquents. Le détail des points à revoir est peut-être précisé sur la page de discussion.
- Les titres sont pré-formatés par le logiciel. Ils ne sont ni en capitales, ni en gras.
- Le texte ne doit pas être écrit en capitales (les noms de famille non plus), ni en gras, ni en italique, ni en « petit »…
- Le gras n'est utilisé que pour surligner le titre de l'article dans l'introduction, une seule fois.
- L'italique est rarement utilisé : mots en langue étrangère, titres d'œuvres, noms de bateaux, etc.
- Les citations ne sont pas en italique mais en corps de texte normal. Elles sont entourées par des guillemets français : « et ».
- Les listes à puces sont à éviter, des paragraphes rédigés étant largement préférés. Les tableaux sont à réserver à la présentation de données structurées (résultats, etc.).
- Les appels de note de bas de page (petits chiffres en exposant, introduits par l'outil «  Source ») sont à placer entre la fin de phrase et le point final[comme ça].
- Les liens internes (vers d'autres articles de Wikipédia) sont à choisir avec parcimonie. Créez des liens vers des articles approfondissant le sujet. Les termes génériques sans rapport avec le sujet sont à éviter, ainsi que les répétitions de liens vers un même terme.
- Les liens externes sont à placer uniquement dans une section « Liens externes », à la fin de l'article. Ces liens sont à choisir avec parcimonie suivant les règles définies. Si un lien sert de source à l'article, son insertion dans le texte est à faire par les notes de bas de page.
- La présentation des références doit suivre les conventions bibliographiques. Il est recommandé d'utiliser les modèles {{Ouvrage}}, {{Chapitre}}, {{Article}}, {{Lien web}} et/ou {{Bibliographie}}. Le mode d'édition visuel peut mettre en forme automatiquement les références.
- Insérer une infobox (cadre d'informations à droite) n'est pas obligatoire pour parachever la mise en page.

Pour une aide détaillée, merci de consulter Aide:Wikification.
Si vous pensez que ces points ont été résolus, vous pouvez retirer ce bandeau et améliorer la mise en forme d'un autre article.
Siddhant Chaturvedi (né le 29 avril 1993) est un acteur indien qui apparaît majoritairement dans des films hindi. Il a joué entre autres le rôle d'un joueur de cricket adolescent dans la série de production d'Amazon Prime Video Inside Edge de 2017 à 2019 et s'est aventuré dans le cinéma avec le rôle secondaire d'un rappeur de rue dans le drame musical Gully Boy (2019), ce qui lui a valu le Filmfare Award du meilleur acteur dans un second rôle. Il a par la suite joué dans le drame romantique Gehraiyaan (2022) et le drame sur le passage à l'âge adulte Kho Gaye Hum Kahan (2023).

## Début de vie
Chaturvedi est né le 29 avril 1993 à Ballia, dans l'Uttar Pradesh et a déménagé dans les alentours de Mumbai quand il était environ âgé de cinq ans,,,. Son père est un expert-comptable et sa mère est une femme au foyer. Il a d'abord fréquenté le Mithibai College à Mumbai et aspirait initialement à devenir expert-comptable (CA) de même que son père, tout en jouant sur scène pour sa passion. Alors qu'il poursuivait son stage de CA, il a été désillusionné et a pris un peu de temps libre, au cours duquel il a participé et remporté le concours Fresh Face ' Times of India en 2013,.

## Carrière
En 2016, Chaturvedi est apparue dans la sitcom télévisée Web Life Sahi Hai, sur quatre colocataires masculins. L'année suivante, il a commencé à jouer le rôle de Prashant Kanaujia, un joueur de cricket adolescent, dans la série de production d'Amazon Prime Video Inside Edge, inspirée de la Premier League indienne. En passant en revue la première saison pour Scroll.in, Devarsi Ghosh a considéré Chaturvedi et sa co-star Tanuj Virwani comme les « deux grandes découvertes d'acteur » de la série. Il a ensuite repris son rôle dans la série pour la deuxième saison en 2019.

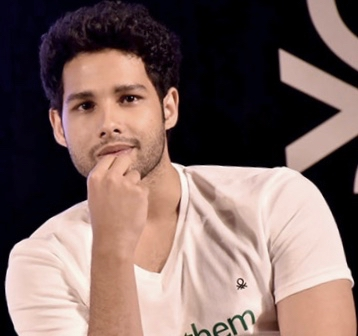
Chaturvedi en 2019

Lors d'une soirée à succès d'Inside Edge, la renommé cinéaste Zoya Akhtar, dont le frère Farhan Akhtar a entre autres produit l'émission, a repéré et demandé à Chaturvedi d'auditionner pour son prochain film de réalisation Gully Boy (2019), qui a inauguré ses débuts au cinéma et s'est avéré être son rôle le plus décisif. Avec Ranveer Singh et Alia Bhatt, le film voit Chaturvedi jouer le rôle secondaire d'un petit rappeur de rue nommé MC Sher, qui alimente les ambitions du personnage principal de Ranveer Singh. Jay Weissberg de Variety a trouvé Chaturvedi « impressionnant » dans son rôle, et Rajeev Masand a salué sa « charmante présence »,. Lors de la cérémonie annuelle des Filmfare Awards, il a reçu le Filmfare Award du meilleur acteur dans un second rôle, en plus d'une nomination pour le meilleur premier rôle masculin,.
Chaturvedi est ensuite apparu dans Bunty Aur Babli 2 (2021) de Yash Raj Films, avec Rani Mukerji, Saif Ali Khan et Sharvari Wagh, une suite de la comédie policière Bunty Aur Babli (2005). Ce fut un échec critique et commercial. Il a joué un rôle principal dans Gehraiyaan (2022) de Shakun Batra, un drame sur l'infidélité, avec Deepika Padukone et Ananya Panday. Il est sorti sur Amazon Prime Video. Sukanya Verma de Rediff.com a trouvé son interprétation d'un « rôle délicat » « convaincante ». Il a ensuite joué dans le film d'horreur comique Phone Bhoot avec Katrina Kaif et Ishaan Khatter. Les critiques n'ont pas été globalement impressionnés par le film, mais Saibal Chatterjee de NDTV a estimé que Chaturvedi avait bien joué son personnage « impétueux et prompt à dégainer ».
Chaturvedi est ensuite apparu aux côtés de Panday et Adarsh Gourav dans le drame sur le passage à l'âge adulte Kho Gaye Hum Kahan (2023). Dans sa critique pour Hindustan Times, Monika Rawal Kukreja décrit Chatruvedi comme « sans effort et naturel » avec une « forte présence à l'écran ».
Chaturvedi jouera ensuite dans le film d'action Yudhra, et jouera aux côtés de Triptii Dimri dans un remake du film tamoul Pariyerum Perumal, intitulé Dhadak 2.

## Présence dans les médias
Chaturvedi a été classé dans la liste du Times of India des hommes les plus désirables au numéro 19 en 2019 et au numéro 15 en 2020,. En 2022, il a été classé 24e dans la liste des « 30 jeunes Indiens les plus influents » de GQ India. En 2023, Forbes Asia l'inclut dans sa liste 30 Under 30.

## Filmographie

### Films
| Année | Titre              | Rôle                       | Remarques       | Ref.   |
| ----- | ------------------ | -------------------------- | --------------- | ------ |
| 2019  | Garçon du ravin    | Shrikant Bhosle / MC Sher  |                 | [ 29 ] |
| 2021  | Bunty Aur Babli 2  | Kunal Singh / Bunty        |                 | [ 30 ] |
| 2022  | Gehrayan           | Zain Oberoi                |                 |        |
| 2022  | Téléphone Bhoot    | Sherdil « Major » Shergill |                 | [ 31 ] |
| 2023  | Kho Gaye Hum Kahan | Imaad Ali                  |                 | [ 32 ] |
| 2024  | Yudhra             | Yudhra                     |                 | [ 33 ] |
| 2024  | Dhadak 2 †         | Nilesh                     | Post-production | [ 34 ] |

### Télévision
| Année       | Titre            | Rôle              |
| ----------- | ---------------- | ----------------- |
| 2016 – 2018 | La vie est belle | Sahil Hooda       |
| 2017 – 2019 | Bord intérieur   | Prashant Kanaujia |

### Vidéos musicales
| Année | Titre     | Chanteur(s)      | Paroles | Musique      | Réf.   |
| ----- | --------- | ---------------- | ------- | ------------ | ------ |
| 2024  | "Ittefaq" | Lui-même, Savera | Se      | OAFF, Savera | [ 35 ] |

## Prix et nominations
| Year | Award                         | Category                            | Work      | Result     | Ref.   |
| ---- | ----------------------------- | ----------------------------------- | --------- | ---------- | ------ |
| 2019 | Screen Awards                 | Meilleur premier film masculin      | Gully Boy | Lauréat    | [ 36 ] |
| 2020 | Prix Filmfare                 | Meilleur premier film masculin      | Gully Boy | Nomination | [ 37 ] |
| 2020 | Prix Filmfare                 | Meilleur acteur dans un second rôle | Gully Boy | Lauréat    | [ 38 ] |
| 2020 | Prix Zee Cine                 | Meilleur premier film masculin      | Gully Boy | Lauréat    | [ 39 ] |
| 2023 | Bollywood Hungama Style Icons | Nomination                          | NC        | Nomination | [ 40 ] |
| 2023 | Bollywood Hungama Style Icons | Nomination                          | NC        | Nomination | [ 40 ] |